# Orthomorpha setosa
Orthomorpha setosa är en mångfotingart som beskrevs av Carl Graf Attems 1937. Orthomorpha setosa ingår i släktet Orthomorpha och familjen orangeridubbelfotingar. Inga underarter finns listade i Catalogue of Life.